# Oophaga
Az Oophaga a kétéltűek (Amphibia) osztályának békák (Anura) rendjébe, ezen belül a nyílméregbéka-félék (Dendrobatidae) családjába tartozó nem. A korábbi rendszerbesorolások szerint az idetartozó fajokat a Dendrobates nevű nembe sorolták be.

## Előfordulásuk
Az Oophaga-fajok Nicaraguától délre Kolumbiáig és Ecuadorig fordulnak elő.

## Szaporodásuk
A párzási időszakuk az esős évszakban van. A nőstények 4–6 petét tojnak, melyeket a talajon helyeznek el. A frissen kelt ebihalak felmásznak anyjuk hátára, így az nedvesen tartja őket. A nőstények minden egyes ebihalat egy fákon élő növény (bromélia) csésze alakú középpontjában helyezik el, ahol az esővízből egy kis „úszómedence” képződött. A békáknak ehhez több méter távolságba kell a kicsinyeket szállítaniuk. Fejlődésük folyamán a nőstények rendszeres időközönként terméketlen petékkel etetik az ebihalakat. A kifejlett békák azután kimásznak a növényekből, és leereszkednek a földre, ahol elkezdődik számukra a felnőtt élet.

## Rendszerezés
A nembe az alábbi fajok tartoznak:
- Oophaga anchicayensis Posso-Terranova and Andrés, 2018
- Oophaga andresi Posso-Terranova and Andrés, 2018
- Oophaga arborea (Myers, Daly & Martínez, 1984)
- Oophaga granulifera (Taylor, 1958)
- pontozott nyílméregbéka (Oophaga histrionica) (Berthold, 1845)
- Oophaga lehmanni (Myers & Daly, 1976)
- Oophaga occultator (Myers & Daly, 1976)
- eperbéka (Oophaga pumilio) (Schmidt, 1857) - típusfaj
- Oophaga solanensis Posso-Terranova and Andrés, 2018
- Oophaga speciosa (Schmidt, 1857)
- Oophaga sylvatica (Funkhouser, 1956)
- Oophaga vicentei (Jungfer, Weygoldt & Juraske, 1996)

## Fordítás
- Ez a szócikk részben vagy egészben  az   Oophaga című angol Wikipédia-szócikk ezen változatának fordításán alapul.  Az eredeti cikk szerkesztőit annak laptörténete sorolja fel. Ez a jelzés csupán a megfogalmazás eredetét és a szerzői jogokat jelzi, nem szolgál a cikkben szereplő információk forrásmegjelöléseként.